# Explosion du dépôt d'armes de Mpila
L'Explosion du dépôt d'armes de Mpila est une explosion ayant eu lieu le 4 mars 2012 à Brazzaville en République du Congo, dans un dépôt de munitions situé à côté de la caserne du 1er régiment blindé des Forces armées de la république du Congo, dans le quartier de Mpila, dans l'arrondissement d'Ouenzé,.

## Explosions
Une première explosion a lieu entre 7 h 30 et 8 h 10. Vers 8 h 40, alors qu'une foule s'est rassemblée autour des lieux du désastre, le feu causé par la déflagration initiale fait exploser les stocks de nitrates-fiouls, qui entraîne alors la détonation des bombes aériennes, obus de mortier et roquettes stockées dans les environs. Une troisième explosion a lieu vers 9 h 40, suivie de plusieurs autres, de manière irrégulière jusqu'à la mi-journée.

## Bilan
L'explosion a fait plus de 300 morts, 2 500 blessés et détruit des milliers d'habitations,. Environ 13 854 personnes se sont retrouvées sans-abri. Le gouvernement s'est engagé à construire 5 000 maisons pour les accueillir, ainsi qu'à verser 3 millions de francs CFA  à la famille de chaque victime, ce qu'il commence à faire début mars 2012. Le coût des dégâts causés par l'explosion est estimé à 336 milliards de francs CFA. De leur côté, les autorités évaluent le montant nécessaire à la reconstruction à environ 233 milliards de francs CFA.
Environ 450 sinistrés sans-abris sont provisoirement installés à Kintélé, au nord de la ville,. Fin août 2020, une partie d'entre eux se font expulser de ces logements.
L'explosion touche également des ouvriers chinois travaillant dans un chantier de construction de logements sociaux se trouvant en face de la caserne, en tuant 7 et en blessant 31. Le 9 mars 2012, ces derniers sont rapatriés par avion médicalisé en Chine.

## Solidarité
Après le drame, plusieurs artistes se sont retrouvés en projet de soutien au Congo notamment le projet « Brazza j’y crois », l'association Les 4 chemins et Génération plus avec des artistes de la diaspora afro-caribéenne comme Jacob Desvarieux, Lokoua Kanza, Singuila, Roga Roga, Teeyah, Princesse Lover, Olivier  Tshimanga et Abby Souria sous la direction d’Olivier Doumou, une délégation intergénérationnelle.
Le drame est mis  en lumière par la réalisatrice Annette Kouamba Matondo dans son troisième film, intitulé Au-delà de la souffrance.

## Condamnation
Un an après l’explosion, le procès abouti à la condamnation de 6 des 26 accusés. Le principal accusé, le caporal Kakome Kouvack, est condamné à 15 ans de travaux forcés. Gilbert Ondongo, ministre des finances et président de la commission d'évaluation et de la reconstruction du 4 mars, estime que toutes les familles n'ont toujours pas été relogées.

## Épidémie de choléra
Une épidémie de choléra est signalée début avril 2012. Les mauvaises conditions d'hygiène et de salubrité dans les sites d'accueil des personnes déplacées ainsi que les fortes pluies contribuent à la propagation de la maladie. Le marché couvert de Nkombo, dans le nord de Brazzaville, et la cathédrale du Sacré-Cœur, dans le centre-ville, sont les sites les plus touchés alors que ces deux lieux accueillent alors 11 000 des 14 000 personnes déplacées par les explosions.